# Mary Had a Little Lamb (Wings-Lied)
 Mary Had a Little Lamb  (englisch für Mary hatte ein kleines Lamm) ist ein Lied der britischen Musikgruppe Wings, das 1972 als Single A-Seite der veröffentlicht wurde. Es ist die zweite Single der Wings. Komponiert wurde es von Paul McCartney und Linda McCartney.

## Hintergrund

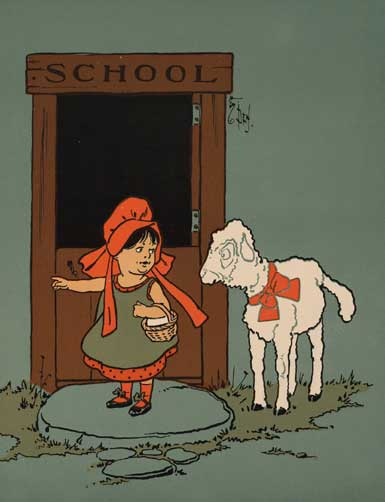
Illustration von William Wallace Denslow

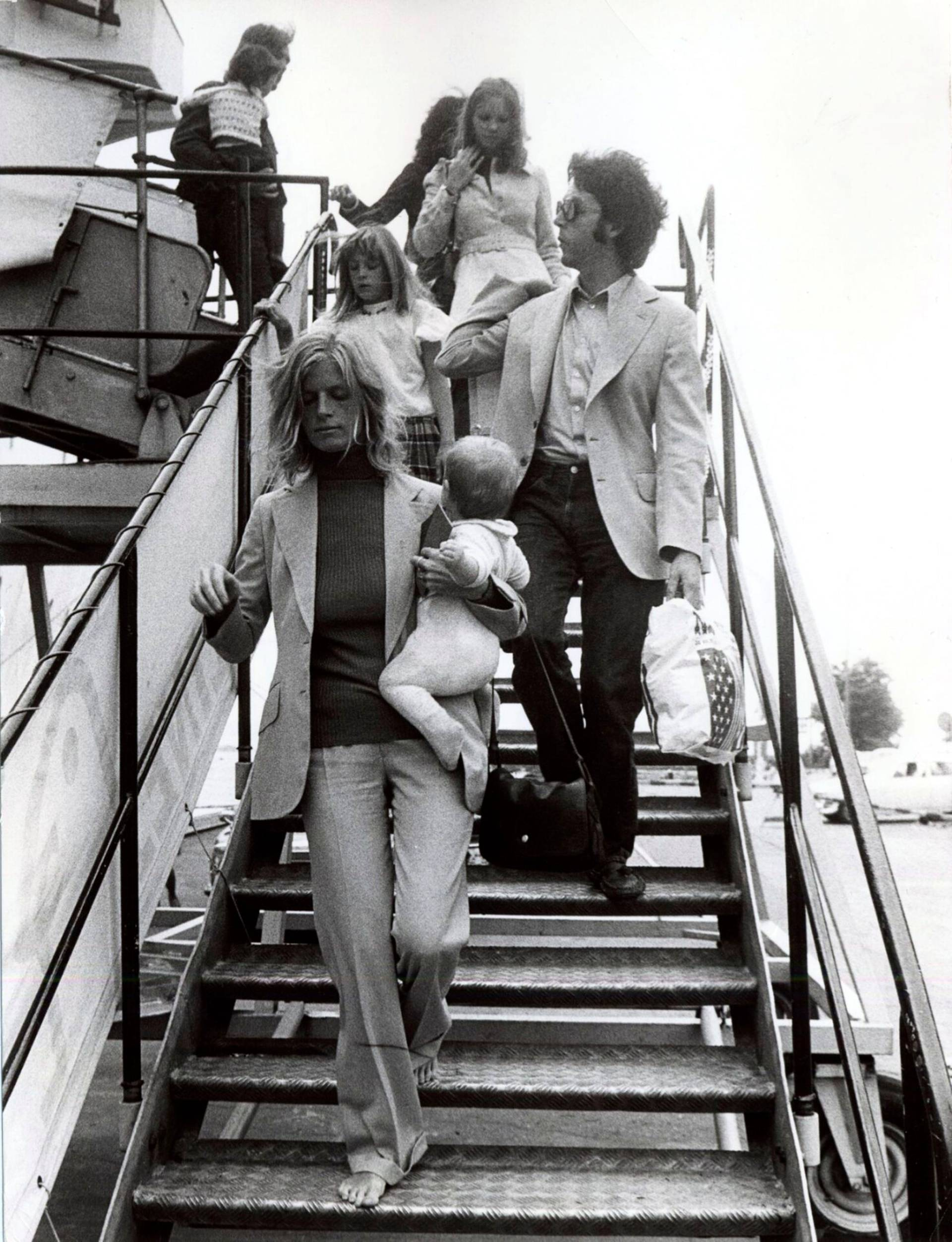
Paul und Linda McCartney mit Kindern, 1972

Mary Had a Little Lamb ist ursprünglich ein englischsprachiger Kinderreim. Die in dem Kinderreim erzählte Geschichte beruht auf einer wahren Begebenheit. Mary Sawyer soll als Mädchen ein Lamm besessen haben, das sie eines Tages mit in die Schule nahm. John Roulstone sah das und schrieb darüber ein Gedicht. Der Kinderreim wurde erstmals am 24. Mai 1830 vom Verlag Marsh, Capen & Lyon in Boston veröffentlicht. Autorin war Sarah Josepha Hale. Es ist unklar, ob Hale den Reim alleine schrieb, oder ob sie die ursprünglich von Roulstone geschriebenen Zeilen um weitere ergänzte. Lowell Mason vertonte das Gedicht in den 1830er Jahren. Paul McCartney verwarf Masons Melodie und schrieb seine eigene.
Das Lied wurde als Nachfolgesingle des weithin im Radio verbotenen Liedes Give Ireland Back to the Irish veröffentlicht, worauf man die Harmlosigkeit des Textes von Mary Had a Little Lamb als Antwort empfand. Mary Had a Little Lamb wurde allerdings schon im Dezember 1971 komponiert, so dass es keine Reaktion auf das Verbot von Give Ireland Back to the Irish sein konnte, da das Lied am 30./31. Januar geschrieben wurde.
Paul McCartney sagte dazu: „Und ich weiß, dass ich in einer Minute „Ireland“ (Give Ireland Back to the Irish) und in der nächsten „Mary Had a Little Lamb“ machen werde. Ich kann sehen, wie das von der Seitenlinie aus aussehen würde, aber die Sache ist die, dass wir nicht eine dieser Schallplatten sind, wir sind beide. „Mary“ ist nur ein Kinderlied. Es wurde für eines unserer Kinder geschrieben, dessen Name Mary ist.“
Die britische Single wurde von Apple Records veröffentlicht und hatte die Katalognummer R 5949. Zufälligerweise hatte die Single Love Me Do von den Beatles, das ein Jahrzehnt zuvor veröffentlicht wurde, die Katalognummer Parlophone R 4949.
Für die Single Mary Had a Little Lamb wurden vier Musikvideos unter der Regie von Nicholas Ferguson gedreht. Die Videos haben die Titel: Desert, Barn, Contryside sowie Psychedelic und sind auf der Deluxe Version des Albums Red Rose Speedway, das 2018 wiederveröffentlicht wurde, enthalten.
Die Single Mary Had a Little Lamb erreichte Platz neun in Großbritannien und in den USA Platz 28 in den jeweiligen Charts, in Deutschland konnte sich die Single nicht platzieren. Somit war es die zweite Top-Ten-Single in Großbritannien für Paul McCartney.
McCartney sagte abschließend über das Lied: „Ich fand das alles sehr tiefgründig und alles sehr schön. Ich sehe jetzt, weißt du, es war keine große Platte. Das ist alles.“

## Aufnahme
Mary Had a Little Lamb wurde von den Wings am 27. März 1972 in den Londoner Olympic Studios mit Paul McCartney als Produzenten aufgenommen. Glyn Johns war der Toningenieur der Aufnahmen.
Besetzung:
- Paul McCartney: Gesang, Bassgitarre, Perkussion, Klavier, Blockflöte
- Linda McCartney: Synthesizer, Hintergrundgesang
- Denny Laine: E-Gitarre, Hintergrundgesang
- Henry McCullough: E-Gitarre, Mandoline, Hintergrundgesang
- Denny Seiwell: Schlagzeug, Perkussion, Hintergrundgesang
- Heather McCartney: Hintergrundgesang
- Mary McCartney: Hintergrundgesang

## Veröffentlichung
- Am 12. Mai 1972 erschien in Großbritannien.[6] (USA: 29. Mai) die Single Mary Had a Little Lamb / Little Woman Love, wobei die B-Seite am 13. November 1970 sowie am 21. Januar 1971 während der Aufnahmen zum Album Ram eingespielt wurde. In Deutschland wurde die Single in einer anderen Abmischung veröffentlicht, die den Chor klanglich in den Hintergrund versetzte.[7][8] In den USA wurde eine 7"-Promotionsingle veröffentlicht, auf dessen Label Paul McCartney als alleiniger Interpret aufgeführt wird.[9]
- In Mexiko erschien 1972 eine EP mit folgenden Liedern: C Moon / Little Woman Love / Hi, Hi, Hi / Mary Had a Little Lamb[10]
- Die Erstveröffentlichung von Wild Life im CD-Format erfolgte im Oktober 1987. Das Album hat drei Bonusstücke, unter anderen Mary Had a Little Lamb.[11]
- Am 7. Juni 1993[12] wurde die CD Wild Life in einer von Peter Mew remasterten Version veröffentlicht. Das Album hat folgende vier Bonusstücke, wiederum mit Mary Had a Little Lamb[13]
- Am 7. Dezember 2018 wurde Red Rose Speedway, zum zweiten Mal remastert, von dem Musiklabel Capitol Records als Teil der Paul McCartney Archive Collection veröffentlicht. Die Special Edition enthält Mary Had a Little Lamb.[14]